# Euphorbia lactea
Euphorbia lactea là một loài thực vật có hoa trong họ Đại kích. Loài này được Haw. mô tả khoa học đầu tiên năm 1812.

## Hình ảnh

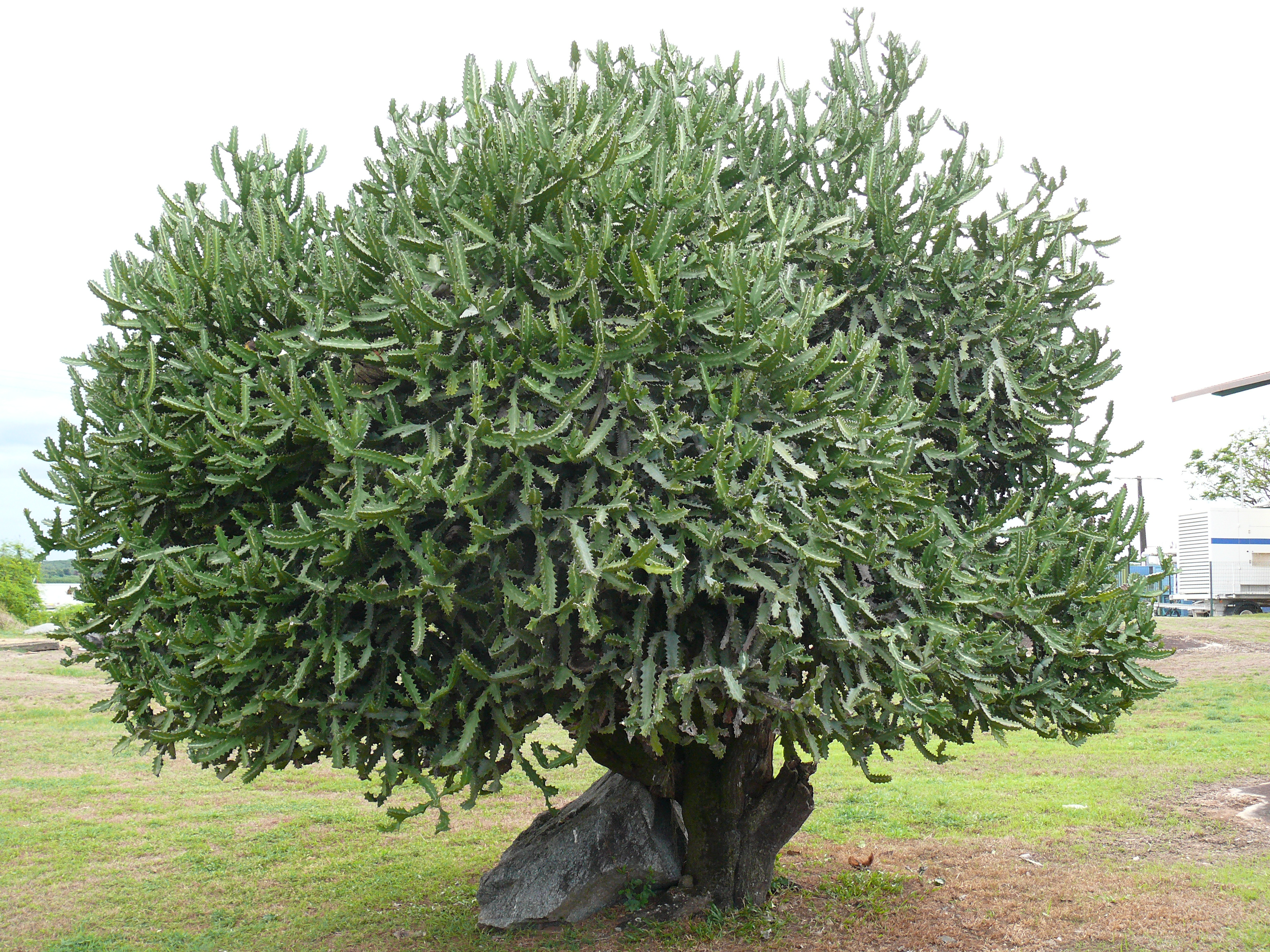
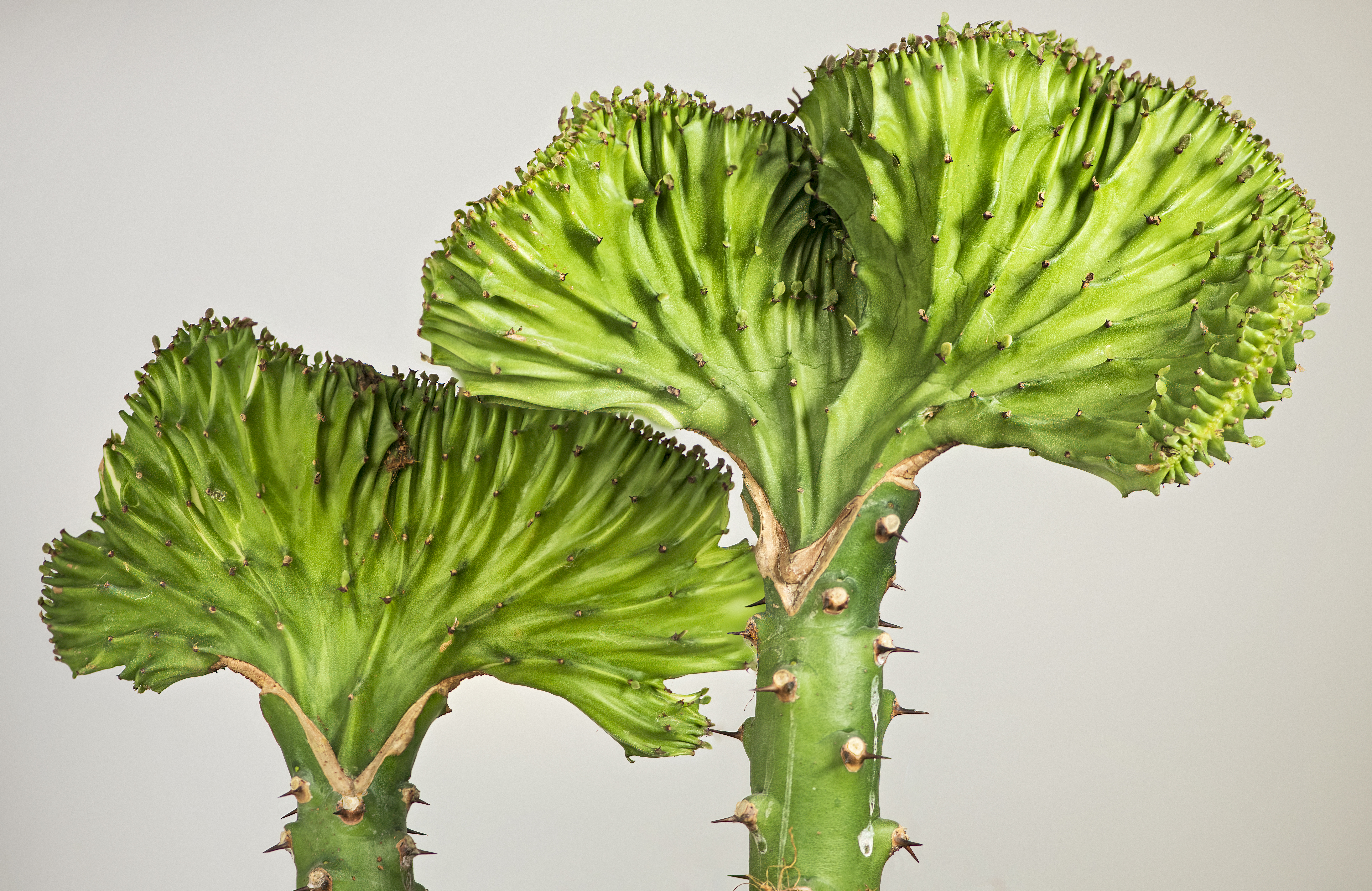
Euphorbia lactea var. cristata
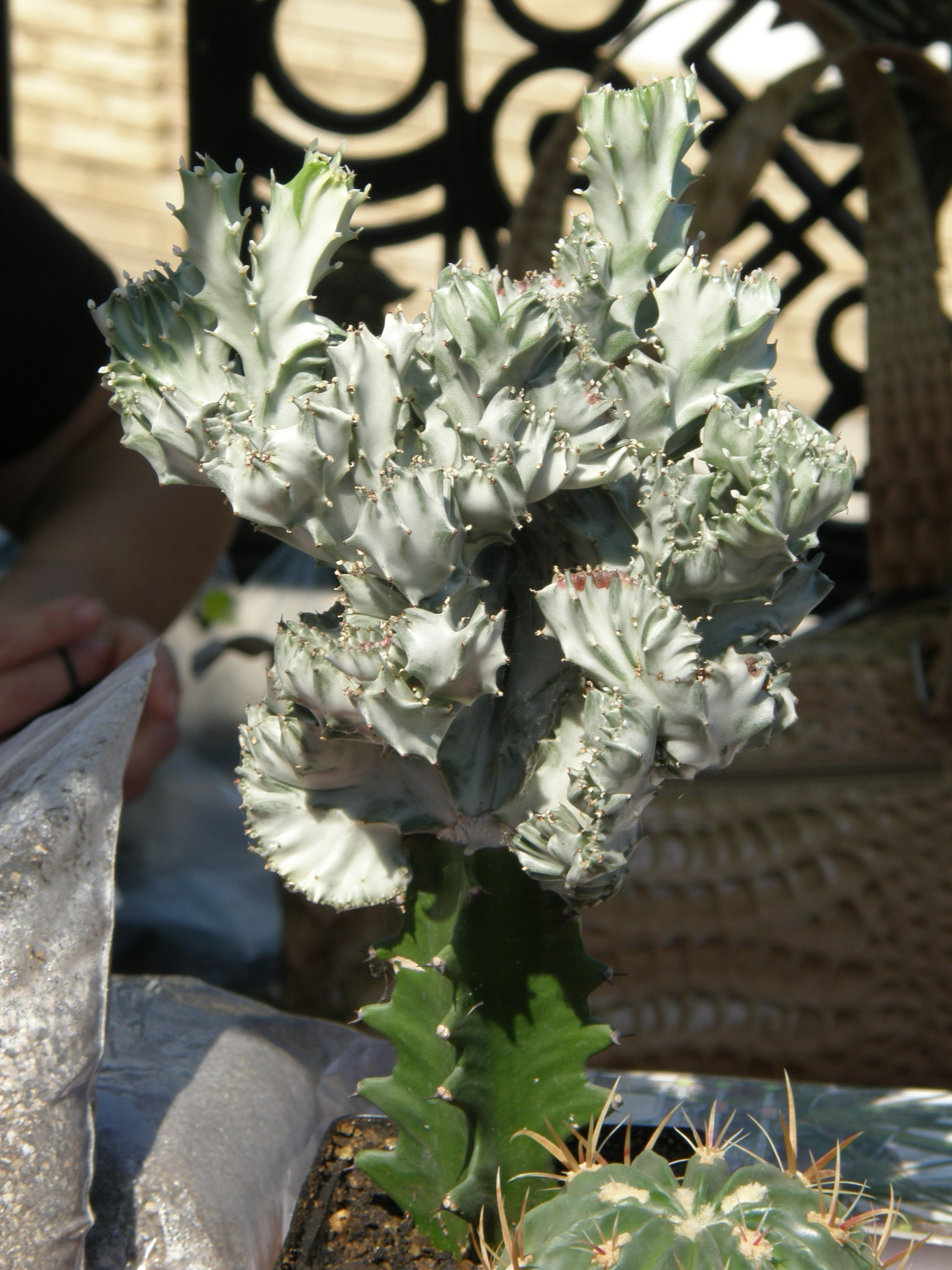
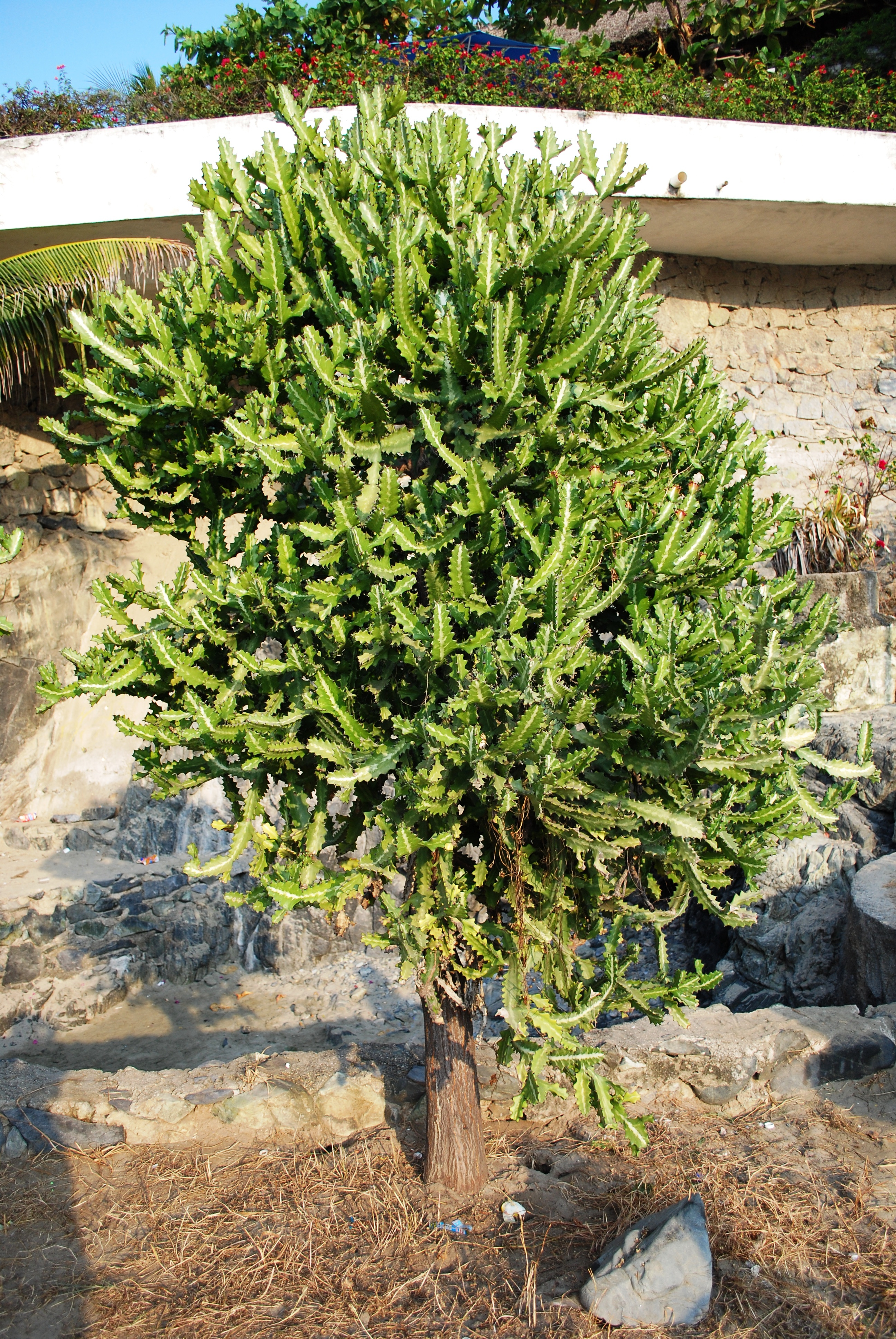